# Pari tragique
Pour les articles homonymes, voir Capital Punishment.
Pour plus de détails, voir Fiche technique et Distribution.
Pari tragique (Capital Punishment) est un film muet de 1925, réalisé par James Patrick Hogan et mettant en vedette Clara Bow, Margaret Livingston, Mary Carr et Elliott Dexter.
Il a été produit par B. P. Schulberg et est maintenant dans le domaine public,.

## Synopsis
Un prologue montre un jeune, condamné à tort pour meurtre, est placé sur une chaise électrique avec le gouverneur tentant frénétiquement de l'annuler, se terminant par le lancement d'un interrupteur pour montrer l'électrocution en cours. Plus tard, Gordon Harrington parie sur Harry Phillips qu'il peut faire condamner un innocent pour meurtre. Il persuade Dan O'Connor, un jeune qui a eu des démêlés avec la police mais qui s'est réformé, d'être le sujet de l'expérience. Dan a besoin d'argent pour sa mère et veut aussi épouser Delia Tate. Phillips disparaît et est déclaré assassiné. Dan est arrêté lorsqu'il met en gage des articles portant le monogramme de Phillips et est condamné sur la base de preuves circonstancielles. Entre-temps, Phillips et Harrington se sont battus pour Mona Caldwell et lorsque cette dernière est accidentellement tuée, Mona persuade Harrington de laisser Dan payer la pénalité plutôt que de risquer lui-même l'exécution. Dan, Della et un policier amical tentent de localiser Harrington, et enfin le directeur de la prison obtient Harrington au téléphone. Dan, sidéré quand Harrington nie avoir eu connaissance de toute expérience, devient un garçon terrorisé, submergé par l'injustice et l'inévitabilité de tout cela. La mort de Dan est imminente lorsque Mona avoue au gouverneur et qu'un Harrington repentant martèle les portes de la prison. Le gouverneur le sauve en un rien de temps mais Dan est désormais ravagé par le remords.

## Fiche technique
- Réalisation : James Patrick Hogan
- Genre : Mélodrame
- Durée : 67 minutes
- Date de sortie : 1925

## Distribution
- Clara Bow : Delia Tate

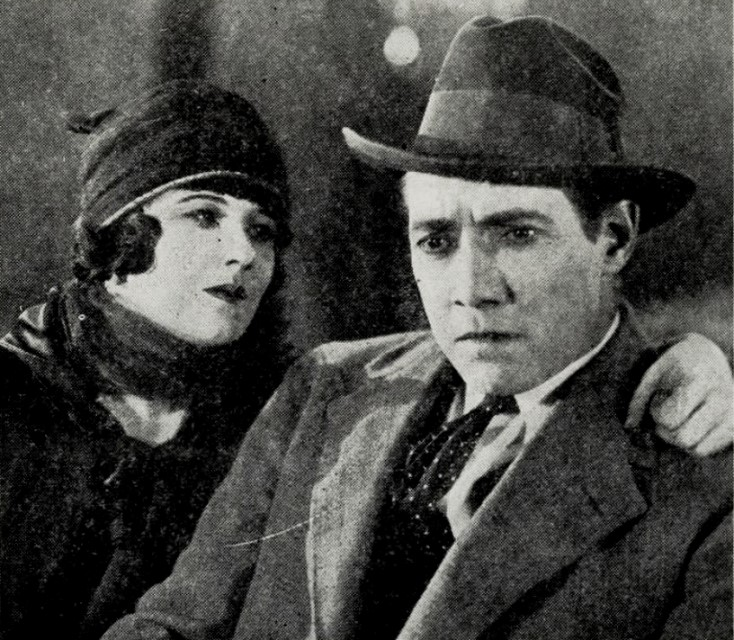
Une scène du film.

- George Hackathorne : Dan O'Connor
- Elliott Dexter : Gordon Harrington
- Margaret Livingston : Mona Caldwell
- Mary Carr : Madame O'Connor
- Robert Ellis : Harry Phillip
- Alec B. Francis : aumônier
- Eddie Phillips : garçon condamné
- Edith Yorke : mère de garçons
- Joseph Kilgour : gouverneur
- Wade Boteler : officier Dugan
- George Nichols : gardien de prison
- John T. Prince : docteur
- Fred Warren : prêteur sur gages
- Sailor Sharkey : condamné